# Sjeverna Karolina
Sjeverna Karolina je savezna država SAD-a.

## Okruzi
Sjeverna Karolina se sastoji od 100 okruga (counties).

## Stanovništvo
Sjeverna Karolina domovina je plemena jezičnih porodica Algonquian, Siouan i Iroquoian, a to su: Bear River, Cape Fear, Cheraw, Chowanoc, Coree, Eno, Hatteras, Keyauwee, Machapunga, Moratok, Neusiok, Pamlico, Shakori, Tuscarora i Weapemeoc. 
Situacija je danas drugačija i što se tiče cjelokupnog stanovništva i indijanskih tribalnih zajednica. Od raznih plemena danas tamo žive Cherokee na istoimenom rezervatu; Saponi porijeklom iz |Virginije (danas pod imenom Haliwa-Saponi) u okruzima Halifax i Warren, miješani s plemenima Nansemond i Tuscarora; Neusiok, danas poznati kao Coharie u okrugu Sampson; Lumbee ili Croatan u okrugu Robeson; Meherrin, porijeklom iz Virginije, danas u okrugu Hertford; Occaneechi u okruzima Orange i Alamance, također su porijeklom iz Virginije; i Waccamaw Indijanci porijeklom iz Južne Karoline, danas žive u okruzima Bladen i Columbus.
Ne-indijansko stanovništvo
Godine 2005. Sjeverna Karolina je imala 8,683,242 stanovnika (US Census Bureau).
Prema popisu iz 2000. godine većina bjelačkog stanovništva prvenstveno su engleskog porijekla, a iza njih dolaze Alsterski Škoti (danas poznati u Americi kao Scots-Irish Americans), i potomci Nijemaca. Većina stanovnika Sjeverne Karoline danas je prilično homogena, po vjeri pretežno protestanti. Sjeverna Karolina ima veoma nizak udio stanovništva koji je rodom iz drugih država, svega 1.7% (1990) ili 115,077, pretežno Nijemci, Englezi i Meksikanci. Ovo se mijenja 2000., kada se broj stranaca povećao na 378,963 ili 4.7%, a došljaci su latinskog ili hispanskog porijekla, koji pred bijedom bježe iz matičnih zemalja u potragu za boljom zaradom. 